# Covid-19 Pandemic Campaign Medal
Die Covid-19 Pandemic Campaign Medal (C-19PCM) ist ein Orden des Ministeriums für Gesundheitspflege und Soziale Dienste der Vereinigten Staaten  der Vereinigten Staaten von Amerika. Sie wurde am 19. Juni 2021 durch Erlass des Ministeriums für Gesundheitspflege und Soziale Dienste der Vereinigten Staaten geschaffen.

## Bedingungen
Die Covid-19 Pandemic Campaign Medal kann jedem Korpsoffizier verliehen werden, der zwischen dem 1. März 2020 und dem 21. Dezember 2020 während der Corona-Pandemie im aktiven Dienst war. Zudem muss er ein vorbildlichen Verhalten aufgewiesen haben.
Die Medaille kann nur einmal verliehen werden.
Ausnahmsweise kann diese Medaille an Zivilisten verliehen werden. Dabei muss der Zivilist mindestens 30 auf einander folgende Tage oder 60 nicht-konsekutive Tage im Dienst verbracht haben. Die Verleihung wird vom Generalsekretär des Ministeriums für Gesundheitspflege und Soziale Dienste der Vereinigten Staaten genehmigt.

## Aussehen

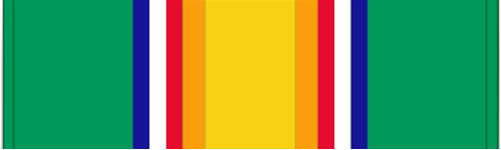
Band der Covid-19 Pandemic Campaign Medal

Auf der Vorderseite ist eine Weltkugel zu sehen, bei der der obere Teil durch eine Sonne ersetzt ist. In der Mitte sind zwei Äskulapschlangen um ein Apothekenglas zu sehen. Die Gravur trägt die Inschrift COVID-19 PANDEMIC CAMPAIGN.
Das Band ist von außen nach innen mit einem grünen Streifen versehen, dann ein blauer,  ein weißer, ein roter Streifen und in der Mitte ein orange-gelber Streifen.